# Dieter Groh

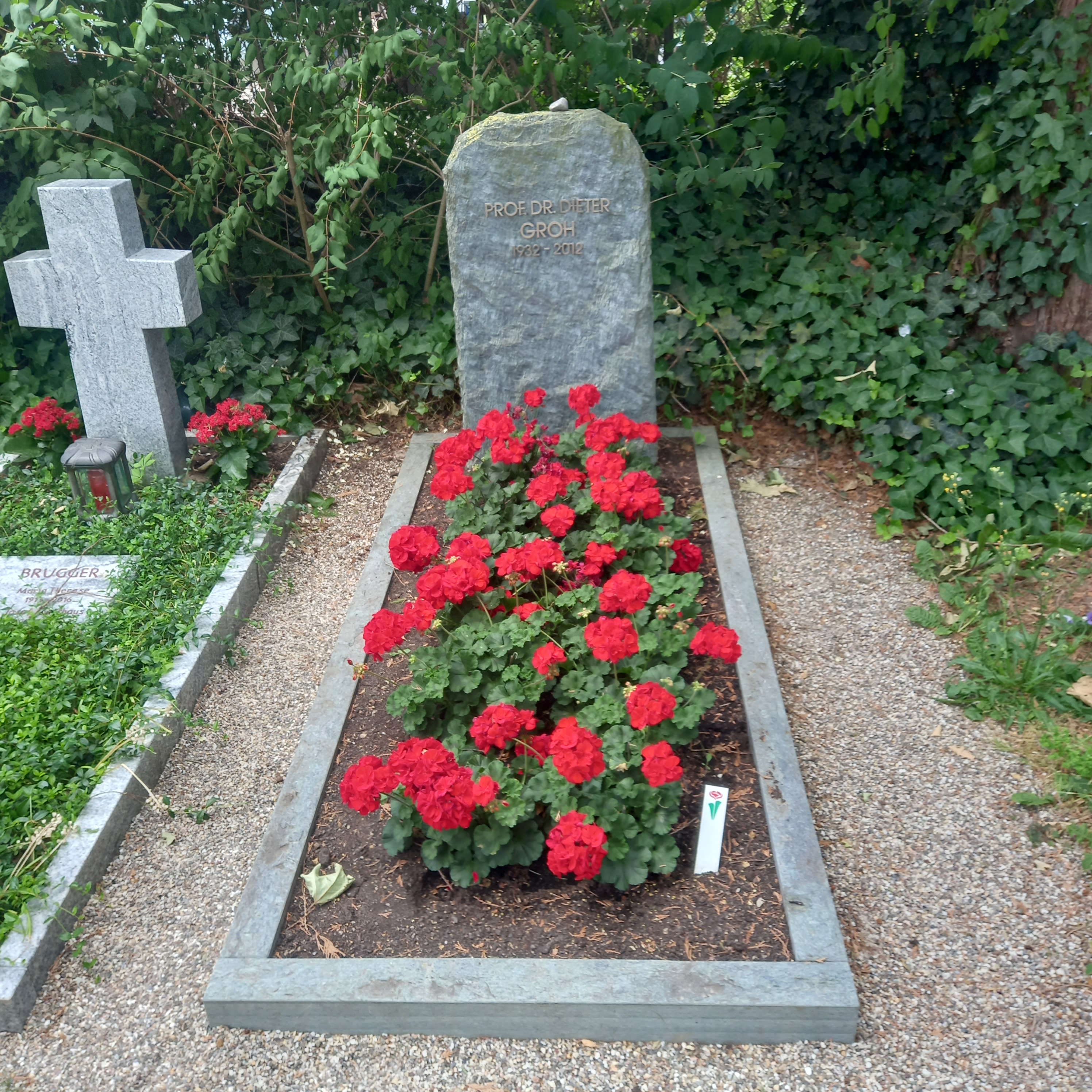
Das Grab von Dieter Groh auf dem Neuenheimer Friedhof in Heidelberg

Dieter Groh (* 28. Januar 1932 in Frankfurt am Main; † 29. Juli 2012 in Heidelberg) war ein deutscher Historiker.

## Leben und Wirken
Dieter Groh studierte von 1952 bis 1958 Rechtswissenschaften, Geschichte, Philosophie und Slawistik in Heidelberg und Paris. 1959 wurde er bei Johannes Kühn an der Universität Heidelberg zum Dr. phil. promoviert, danach arbeitete er bis 1968 als Wissenschaftlicher Assistent am Institut für Sozial- und Wirtschaftsgeschichte bei Werner Conze und wurde 1970 habilitiert. Im selben Jahr wurde er Dozent und Leiter der Fachgruppe Geschichte. 1974 wurde er als Professor für Neuere Geschichte an die Universität Konstanz berufen.
An der Universität Konstanz war er von 1976 bis 1980 Vorsitzender des Zentralen Ausschusses für Lehrfragen und von 1985 bis 1987 Dekan der Philosophischen Fakultät. Groh arbeitete an mehreren ausländischen Forschungseinrichtungen, so am Maison des Sciences de l’Homme und an der École des Hautes Études en Sciences Sociales in Paris; er war außerordentlicher Professor an der Universität Paris-Nanterre und Gastprofessor an den Universitäten St. Gallen und Bern sowie an der ETH Zürich.
Groh war Mitglied und Leiter mehrerer in- und ausländischer Forschungsgemeinschaften und -projekte. Von 1996 bis 2002 war er Projektleiter im Sonderforschungsbereich „Literatur und Anthropologie“ an der Universität Konstanz. Von 1991 bis 1996 war er Mitherausgeber der Zeitschrift „Gaia. Ecological Perspectives in Science, Humanities and Economics“. 1997 wurde Dieter Groh emeritiert. Anlässlich des 70. Geburtstages von Groh führten der Sonderforschungsbereich 511 „Literatur und Anthropologie“ und das Kulturwissenschaftliche Forschungskolleg „Norm und Symbol“ an der Universität Konstanz im November 2002 eine mehrtägige Konferenz durch.
Arbeiten von Dieter Groh werden von Eckhard Henscheid in der 1998 veröffentlichten Satire 10:9 für Stroh der titelgebenden Figur „Stroh“ zugeschrieben.
Dieter Groh war seit 1955 mit der Literaturwissenschaftlerin Ruth Groh verheiratet, mit der er auch gemeinsam publizierte. Er war Vater von zwei Söhnen.

## Schriften
Dieter Groh hat über 120 Publikationen veröffentlicht, darunter Monografien und wissenschaftliche Artikel als Einzelautor, Mitautor und Herausgeber.
- mit Dmitrij Tschižewskij (Hrsg.): Europa und Russland. Texte zum Problem des westeuropäischen und russischen Selbstverständnisses. Wissenschaftliche Buchgesellschaft, Darmstadt 1959.
- Russland und das Selbstverständnis Europas. Luchterhand, Neuwied 1961.
- mit Werner Conze: Die Arbeiterbewegung in der nationalen Bewegung. Die deutsche Sozialdemokratie vor, während und nach der Reichsgründung. Klett, Stuttgart 1966.
- Negative Integration und revolutionärer Attentismus. Die deutsche Sozialdemokratie am Vorabend des Ersten Weltkrieges. Propyläen, Berlin 1973, ISBN 3-549-07281-3.
- Kritische Geschichtswissenschaft in emanzipatorischer Absicht. Überlegungen zur Geschichtswissenschaft als Sozialwissenschaft. Kohlhammer, Stuttgart 1973, ISBN 3-17-001444-7.
- mit Ruth Groh: Weltbild und Naturaneignung. Zur Kulturgeschichte der Natur. Suhrkamp, Frankfurt am Main 1991, ISBN 3-518-28539-4.
- mit Peter Brandt: „Vaterlandslose Gesellen“. Sozialdemokratie und Nation 1860–1990. Beck, München 1992, ISBN 3-406-36727-5.
- Anthropologische Dimensionen der Geschichte. Suhrkamp, Frankfurt am Main 1992, ISBN 3-518-28592-0.
- mit Ruth Groh: Die Außenwelt der Innenwelt. Zur Kulturgeschichte der Natur 2. Suhrkamp, Frankfurt am Main 1996, ISBN 3-518-28818-0.
- mit Michael Kempe, Franz Mauelshagen (Hrsg.): Naturkatastrophen. Beiträge zu ihrer Deutung, Wahrnehmung und Darstellung in Text und Bild von der Antike bis ins 20. Jahrhundert (= Literatur und Anthropologie. Band 13). Narr, Tübingen 2002, ISBN 3-8233-5712-3 (Rezension. In: sehepunkte. 12, 2005, PDF; 53 kB).
- Schöpfung im Widerspruch. Deutungen von der Natur des Menschen von der Genesis bis zur Reformation. Suhrkamp, Frankfurt am Main 2003, ISBN 3-518-29089-4.
- Göttliche Weltökonomie. Perspektiven der Wissenschaftlichen Revolution vom 15. bis zum 17. Jahrhundert. Suhrkamp, Berlin 2010, ISBN 978-3-518-29545-8.
- Frank Hertweck, Dimitrios Kisoudis (Hrsg.): Solange das Imperium da ist. Carl Schmitt im Gespräch mit Klaus Figge und Dieter Groh 1971. Duncker & Humblot, Berlin 2010, ISBN 978-3-428-13452-6.

Propyläen-Geschichte Deutschlands
Dieter Groh war unter Mitwirkung von Johannes Fried Herausgeber der zehnteiligen Propyläen-Geschichte Deutschlands, die von 1983 bis 1995 im Propyläen-Verlag Berlin erschien.
- Band 1: Johannes Fried: Der Weg in die Geschichte. Die Ursprünge Deutschlands bis 1024. 1994, ISBN 3-549-05811-X.
- Band 2: Hagen Keller: Zwischen regionaler Begrenzung und universalem Horizont. Deutschland im Imperium der Salier und Staufer 1024 bis 1250. 1986, ISBN 3-549-05812-8.
- Band 3: Peter Moraw: Von offener Verfassung zu gestalteter Verdichtung. Das Reich im späten Mittelalter 1250 bis 1490. 1985, ISBN 3-549-05813-6.
- Band 4: Heinrich Lutz: Das Ringen um deutsche Einheit und kirchliche Erneuerung. Von Maximilian I. bis zum Westfälischen Frieden 1490 bis 1648. 1983, ISBN 3-549-05814-4.
- Band 5: Rudolf Vierhaus: Staaten und Stände. Vom Westfälischen bis zum Hubertusburger Frieden 1648 bis 1763. 1984, ISBN 3-549-05815-2.
- Band 6: James J. Sheehan: Der Ausklang des alten Reiches. Deutschland seit dem Ende des Siebenjährigen Krieges bis zur gescheiterten Revolution 1763 bis 1850. 1994, ISBN 3-549-05816-0.
- Band 7: Wolfgang J. Mommsen: Das Ringen um den nationalen Staat.
Teil 1: 1850 bis 1890. 1993, ISBN 3-549-05817-9.
Teil 2: 1890 bis 1918. 1995, ISBN 3-549-05820-9.
- Band 8: Hans Mommsen: Die verspielte Freiheit. Der Weg der Republik von Weimar in den Untergang. 1918 bis 1933. 1989, ISBN 3-549-05818-7.
- Band 9: Karlheinz Weißmann: Der Weg in den Abgrund. Deutschland unter Hitler 1933 bis 1945. 1995, ISBN 3-549-05819-5.